# Орберг, Ловиса
Ловиса Орберг (Арберг) (швед. Lovisa Åhrberg, полное имя Maria Lovisa Åhrberg; 17 мая 1801, Уппсала — 26 марта 1881, Стокгольм) — шведский врач-хирург. Она была законно практикующим хирургом задолго до того, как формально женщинам было разрешено изучать медицину в университете (в 1870 году).

## Биография
Родилась 17 мая 1801 года в Уппсале в семье Эрика Орберга, работавшего в Уппсальском университете, и его жены Бритты Марии Упгрен, которая была народным целителем.

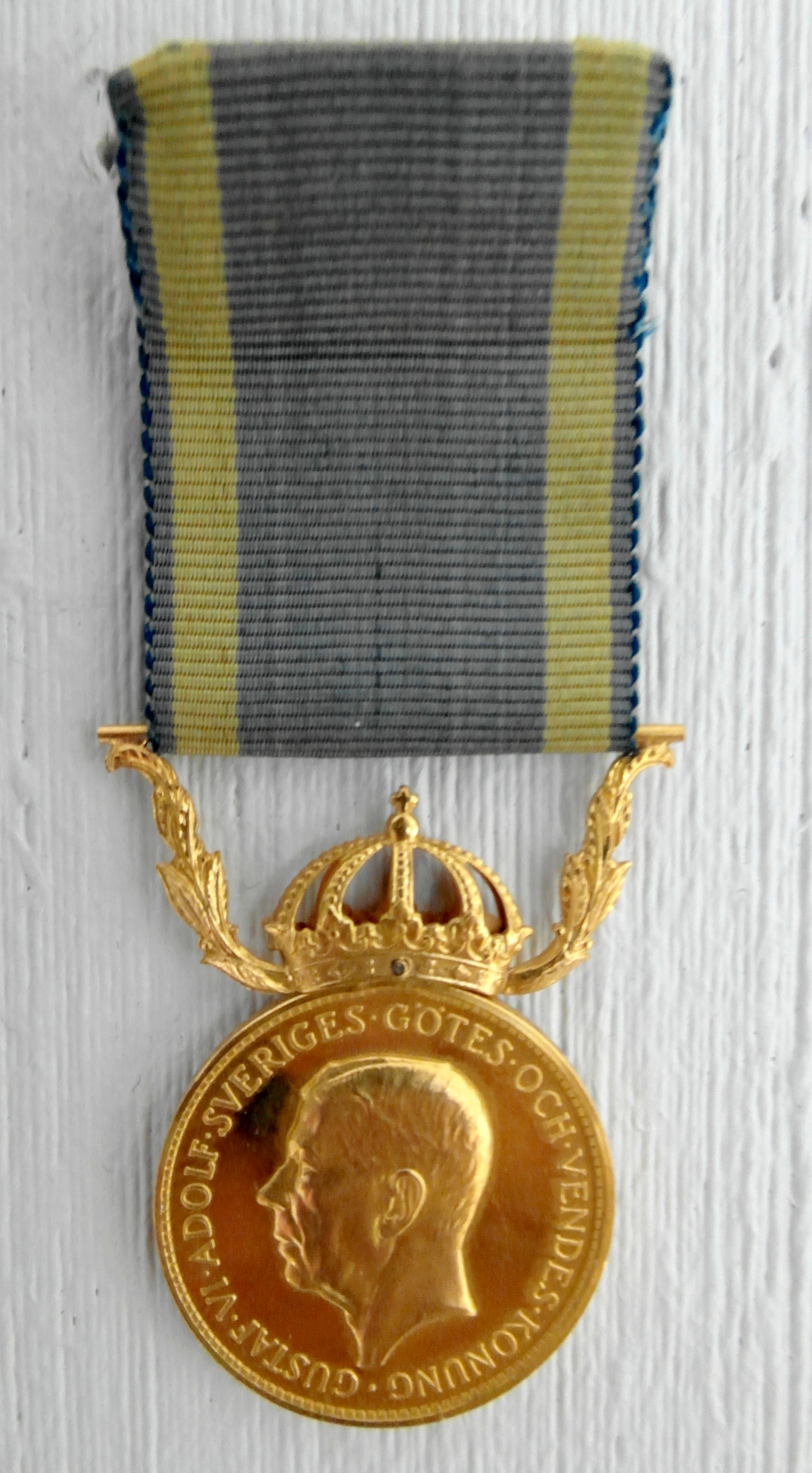
Медаль «За гражданские заслуги»

Проявила в раннем возрасте интерес к медицине и здравоохранению, когда помогала  своей матери и бабушке, которые ухаживали за больными на своей работе. Переехав в Стокгольм, работала горничной в частном доме, друзья часто обращались к ней во время болезни. Несмотря на то, что она была самоучкой, её положительная репутация быстро распространилась, и вскоре у Ловисы стало столько клиентов, что она перестала работать горничной и смогла поддерживать себя как врач со своей собственной практикой среди пациентов из разных слоёв общества. Она встретила некоторое сопротивление со стороны медицинских кругов, но после того, как ее знания были проверены, её врачебная деятельность оказалась не шарлатанством и ей разрешили практиковать в качестве медика. За свои гражданские дела Ловиса Орберг 12 мая 1852 года получила из рук шведского короля Оскара I королевскую медаль «За гражданские заслуги» (För medborgerlig förtjänst) — двенадцатый размер в золоте (GMmf12).
Таким образом, она была признана первой практикующей женщиной-врачом в Швеции. Ловиса Орберг была очень популярна, её врачебная нагрузка была настолько напряженной, что ее собственное здоровье стало ухудшаться, и она неоднократно путешествовала и отдыхала на спа-курортах в Карлсбаде (ныне Карловы Вары). В народе Ловису Орберг называли «Богородица Арберг» (Jungfru Åhrberg) — начав свою медицинскую практику в 1820-х годах, она всё еще работала в 1860-х годах.
В 1871 году Орберг ослепла и ушла на заслуженный отдых. За год до ее смерти медицинская профессия была официально открыта для женщин в Швеции, когда женщинам стало возможным обучение на медицинских факультетах университетов. Первой официальной женщиной-врач с университетским образованием в Швеции стала Каролина Видерстрём.
Умерла 26 марта 1881 года в Стокгольме.
В 1856 году шведская писатель и феминистка Фредрика Бремер выразила свое восхищение Ловисой Орберг в своём романе «Герта, или История одной души».